# إيزابيل بلوم
إيزابيل بلوم (بالإنجليزية: Isabel Bloom)‏ هي نحّاتة أمريكية، ولدت في 10 فبراير 1908، وتوفيت في 1 مايو 2001.